# Лашкар-е-Тайба
Лашкар-е-Тайба (урду لشكرِ طيبه‎ laškar-ĕ ṯaiyyiba; букв. «Армия чистых» или «Армия праведников») — салафитская джихадисткая группировка и одна из самых больших и самых активных террористических организаций в Южной Азии, деятельность осуществляется в основном в Пакистане.
Была основана в 1989 году Хафизом Мухаммадом Саидом, Абдулой Аззамом и Зафаром Икбалом в провинции Кунар, Афганистан при финансовой поддержке Усамы бен Ладена. В настоящее время базируется около Лахора, Пакистан.
Управляет несколькими тренировочными лагерями в контролируемом Пакистаном Кашмире. Участники Лашкар-е-Тайба — исполнители всех главных нападений на Индию, их главная цель — отделение Кашмира от Индии. Некоторые свои теракты участники группировки совершили в Пакистане, отдавая особенное предпочтение Карачи, таким образом они выражали свою оппозицию политике президента Мушаррафа. Организация признана террористической и запрещена в Индии, Пакистане, Соединенных Штатах, Великобритании, Европейском союзе, России и Австралии.

## Идеологическое течение
Основная идеология группировки — Салафитский джихадизм . Аффилированные организации, разделяющие «идеологические наклонности и мотивы» группы, включают в себя «Джамат-уд-Дава» (JuD), «благотворительное крыло» группы, фронт для Лашкар-е-Тайба, который появился позже. Джихадисткая группировка отличается от большинства других террористических организаций в Пакистане тем, что следует салафитской идеологии Ахл-и Хадис (течение внутри салафизма), и отказывается от нападений на правительство Пакистана .

## Список самых крупных террористических актов, совершённых «Лашкар-е-Тайба»
- 25 января 1998: (Вандхама, Кашмир, Индия). Террорист организации — Абдул-Хамид Гада расстрелял из АК-47 24 безоружных индуса-пандита, вместе с членами их семей. 23 из них (10 мужчин, 13 женщин и детей) погибли, 14-летнему сыну одного из убитых удалось укрыться под телами и выжить. В 2000 году Гада был убит в перестрелке с пытавшимися его арестовать индийскими полицейскими.
- 20 марта 2000: (Анантнаг, Кашмир, Индия). Предположительно членами организации были убиты 36 сикхов.
- 14 мая 2002: (Калухак, Кашмир, Индия). 3-е террористов из организации открыли огонь из автоматов Калашникова в салоне индийского туристического автобуса, следовавшего из штата Химачал-Прадеш в Пакистан. Затем террористы устроили перестрелку с индийскими военными, в которой все они были убиты. Итог: 31 человек погиб, ещё 47 были ранены.
- 23 марта 2003: (Анантнаг, Кашмир, Индия). Боевиками организации убиты 24 безоружных пандита.
- 29 октября 2005: (Дели, Индия). Организация взяла на себя ответственность за взрывы трёх бомб в Дели, в результате которых погибли 62 человека, и ещё от 210 до 530 получили ранения.
- 7 марта 2006: (Варанаси, Индия). Членами организации произведена серия взрывов бомб в местах скопления индуистов. В результате погибли 28 человек, ещё более 100 получили ранения.
- 30 апреля 2006: (Округ Дода, Джамму и Кашмир, Индия). Террористы расстреляли 34 безоружных индусов. Ответственность на себя взяла «Лашкар-е-Тайба».
- 11 июля 2006: (Мумбаи, Индия). Между 18:24 и 18:35 члены организации устроили взрывы в поездах, следовавших из Мумбаи в другие города Индии. В результате погибли от 211 до 407 человек и ещё более 800 получили ранения.
- Атака на Мумбаи: 195 погибших, более 300 раненых.
- Теракт в Пахалгаме, совершённый 22 апреля 2025 года вблизи города Пахалгам в Джамму и Кашмире (союзная территория Индии). Джихадисты расстреляли группу туристов, убив 26 человек, не менее 20 человек были ранены. Ответственность за нападение взяла на себя организация «Фронт сопротивления», филиал Лашкар-е-Тайба[18][19][20].